# Joyride (svensk musikgrupp)
Joyride var ett dansband i Stockholm  i Sverige som bildades 1991, och upplöstes 31 december 2007 . Sångerskan Gitte Tinglöf-Källman slutade 2005 och ersattes då av Camilla Lindén som slutade 2006. Bandets sista sångare var Emelie Phillips, som i november 2007 ersatte Malin Olsson (se Excellence).
Bandet, som 1995 inledde ett samarbete med basisten och producenten Rutger Gunnarsson, slog igenom i juli 1997, då man vann Svenska dansbandsmästerskapen i Sunne och melodin Ingen annan än du kom in på Svensktoppen. 1998 spelade man in låten "God morgon världen", skriven av Carl Lösnitz, Calle Kindbom, Peo Pettersson och Ulf Georgsson. Låten blev 1:a på Svensktoppen, samt deltog i 1998 års upplaga av tävlingen Dansbandslåten.
Bandet fick en Grammis för "Årets dansband 1998" för det countryinspirerade albumet "God morgon världen", som bestod mest av egenproducerat material.

## Bandmedlemmar
- Gitte Tinglöf-Källman - sång (1991 - 2005)
- Tomas Källman - trummor (1991 - 2007)
- Dante Holmberg - gitarr (1991 - 2007)
- Ludde Olin - keyboard, dragspel, bas (1991 - 2006)
- Camilla Lindén - sång (2005 - 2006)
- Malin Olsson - sång (2006 - 2007)
- Emelie Phillips - sång (2007)
- Patrick Areklew - Gitarr, sång
- Robert Herou - keyboard
- Mårten Sandén - bas
- Mats Grönberg - bas

## Diskografi
- 1994 – Upp & ner
- 1998 – God morgon världen
- 1999 – Ett nytt millennium
- 2004 – Fritt fram